# Afyonkarahisar (tỉnh)
Afyonkarahisar (cũng gọi đơn giản là Afyon) là một tỉnh ở phía tây Thổ Nhĩ Kỳ.
Các tỉnh giáp ranh là Kütahya về phía tây bắc, Uşak về phía tây, Denizli về phía tây nam, Burdur về phía nam, Isparta về phía đông nam, Konya về phía đông, và Eskişehir về phía bắc. Tỉnh lỵ là Afyonkarahisar. Tỉnh này có diện tích 14.230 km², và dân số năm 2006 ước khoảng 828.231. 

## Các huyện
Tỉnh Afyonkarahisar được chia thành 18 huyện (thủ phủ được bôi đậm):
- Afyonkarahisar
- Başmakçı
- Bayat
- Bolvadin
- Çay
- Çobanlar
- Dazkırı
- Dinar
- Emirdağ
- Evciler
- Hocalar
- İhsaniye
- İscehisar
- Kızılören
- Sandıklı
- Sinanpaşa
- Sultandağı
- Şuhut